# Ghent Kangri
Ghent Kangri (lub Mount Ghent, Ghaint I) to szczyt na północy grupy Saltoro Range, która jest częścią Karakorum. Leży na zachód od lodowca Siachen, w rejonie kontrolowanym przez Indie.
Pierwszego wejścia dokonał austriacki wspinacz Wolfgang Axt 4 czerwca 1961. 
Odnotowano tylko 3 późniejsze wejścia, w 1977, 1980, i 1984 r.